# Schizophrenia
Schizophrenia är ett album av metal-bandet Sepultura år 1987. Det är det första albumet med Andreas Kisser som gitarrist. Bandet har fått blandad kritik för skivan. På nyutgåvan av denna skivan så finns en nyinspelad version av Troops of Doom som först släpptes på deras första fullängade Morbid Visions.

## Låtlista
1. Intro
2. From the Past Comes the Storms 4:57
3. To the Wall 5:39
4. Escape the Void 4:41
5. Inquisition Symphony 7:16
6. Screams behind the Shadows
7. Septic Schizo 4:48
8. The Abyss 1:30
9. R.I.P. (Rest In Pain) 4:38
10. Troops of Doom 3:20
11. The Past Reborns the Storms (bonus track, demo version) 5:09
12. Septic Schizo (Rough Mix, Bonus track) 4:34
13. To the Wall (Rough Mix, bonus track) 5:31